# D. & W. Henderson & Company

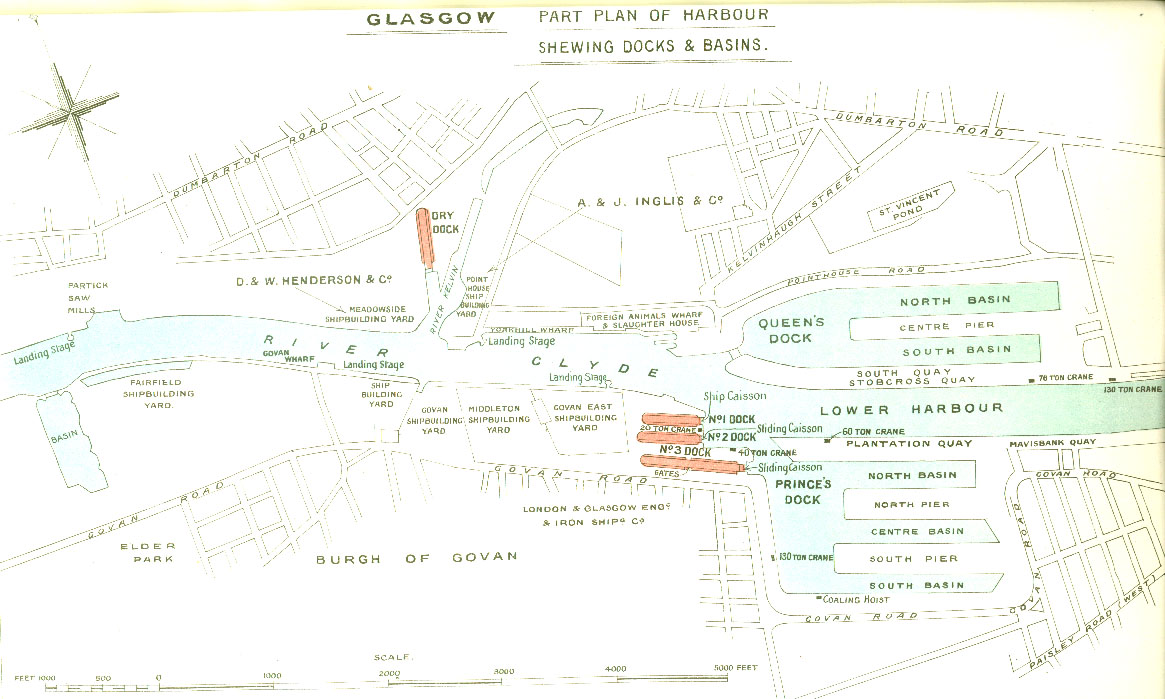
D. & W. Henderson auf einem Glasgower Hafenplan von 1909

Das Schiffmaschinenbau- und Werftunternehmen D. and W. Henderson and Company bestand von 1872 bis 1936 am Clyde.

## Geschichte
David und William Henderson betrieben zunächst ein Schiffsmaschinenbauunternehmen in Finnieston. Deren Brüder Thomas und John Henderson waren Miteigner der von Handyside and Henderson betriebenen Reederei Anchor Line.

### Tod and MacGregor
Nach dem Tod der beiden Firmengründer David Tod und John MacGregor der Meadowside-Werft und der Clyde Foundry in den Jahren 1858/59 führten die beiden 25 und 18-jährigen Söhne William Tod und David Tod II den Betrieb fort. Während der Fertigstellung bestehender Bauorders gewannen sie erste eigene Bauaufträge der Reederei Anchor Line. Deren erstem Schiff aus Meadowside, der United States, folgten in den nächsten drei Jahren drei weitere Bauaufträge für Handyside and Henderson. Ab 1867 fehlten neue Aufträge, zudem starb im März des Jahres der nur 34-jährige William, woraufhin David Tod den Betrieb alleine weiterführte. Auch 1868 konnte nur ein Neubau abgeliefert werden, das Orderbuch umfasste jedoch noch drei Folgeaufträge für die nächsten drei Jahre.
Anfang 1872 wandelte man das Unternehmen in eine Limited-Gesellschaft um, deren neue Direktoren ein Drittel der Anteile übernahmen. Später im selben Jahr erwarben die Schiffseigner Handyside and Henderson zusammen mit deren Brüdern David and William Henderson die Meadowside-Werft und die Clyde Foundry von Tod and MacGregor und benannten sie in D. & W. Henderson & Company um.

### Als D. & W. Henderson & Company
In den Jahren 1880 bis 1900 baute die Werft eine Reihe von Dampfschiffen, darunter zahlreiche Folgeaufträge großer Reedereien. Alleine die von den Henderson-Brüdern mitbestimmte Reederei Anchor Line bestellte 32 Schiffe von 1876 bis 1911. Ein weiterer Stammkunde war die Liverpooler Reederei Lamport & Holt, die 19 Schiffe der Hendersonschen Werft erhielt. Im Jahr 1887 wurden dabei beispielsweise Schiffe mit einem Bruttorauminhalt von 14.500 Tonnen gebaut. Außer den Fracht- und Passagierschiffen entstanden auch Rennyachten, wie die 1893 für den Prince of Wales gebaute Britannia. Zwischen 1892 und 1895 starben alle vier Henderson-Brüder.
Nach der am 30. März 1900 erfolgten Umwandlung in eine Limited-Gesellschaft David & William Henderson & Co Ltd. baute die Werft bis zum Ersten Weltkrieg weiterhin Passagier- und Frachtlinienschiffe, von denen allein 17 für japanische und chinesische Reedereien bestimmt waren. Auch eine Reihe britischer Reedereien waren in dieser Zeit unter den Bestellern. 1914 wurde die Kalimba auf der Meadowside-Werft gebaut. Sie war das Typschiff des Typ-"A" Standardtrampschiffs, das in den Jahren 1917 bis 1920 auf zahlreichen britischen Werften gebaut wurde. Das Schiffbauunternehmen Harland & Wolff aus Belfast erwarb bis 1917 die Anteilsmehrheit an D. & W. Henderson, übernahm das Management aber erst 1919. Unter der Führung von Harland & Wolff entstanden bis 1935 weitere 38 Linienfrachter und Trampsschiffe. Nachdem die Bauaufträge im Zuge der Weltwirtschaftskrise ausgingen, folgte am 4. April 1935 die Zahlungsunfähigkeit und man beschloss eine freiwillige Liquidation der Werft. 1935 veräußerte man die zum Neubau geeigneten Werftanlagen in Meadowside an die halbstaatliche National Shipbuilders Security. Um das Trockendock weiterhin im Schiffreparaturgeschäft einsetzen zu können, wurde das Tochterunternehmen D. and W. Henderson Limited gegründet, das ab 1936 für Harland and Wolff den Betrieb des Docks in Meadowside weiterführte. Während des Zweiten Weltkriegs wurde die Werft zum Bau von Landungsfahrzeugen reaktiviert. Der Dockbetrieb D & W Henderson Ltd. wurde noch bis 1962 aufrechterhalten und dann von Harland & Wolff Ltd. geschlossen. Das in den Kelvin mündende Trockendock wurde 1969 verfüllt. Das eigentliche Werftgelände mit den Gebäuden wurde später unter anderem als Lager- und Speditionsplatz genutzt und ist heute bis auf ein altes Verwaltungsgebäude geräumt. Im Zuge des Glasgow Harbour Project soll dort ein neues Wohn- und Geschäftsviertel entstehen.